# مساعد تشريح

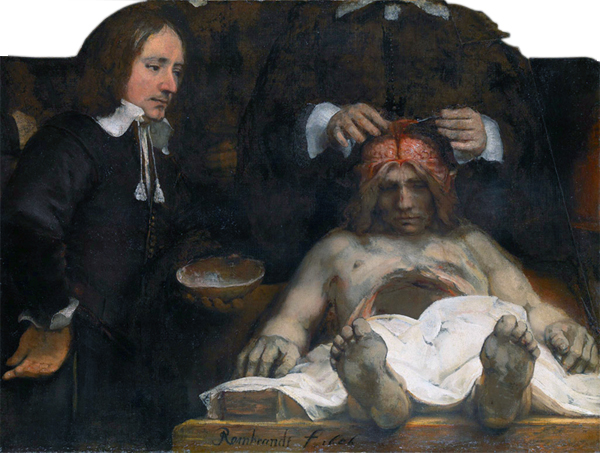
ويمكن رؤية مساعد التشريح وهو يحمل الجزء العلوي من الجمجمة المزال من الجثة.

مساعد التشريح أو المساعد التشريحي شخص يحافظ على معدات محفظ الجثث ومرافقها في المستشفى ويساعد في تشريح الجثث وأخذ النماذج منها تحت إشراف المشرح المرضي.